# Metrópole de Novogárdia
Metrópole de Novogárdia (em russo:  Новгородская митрополия) é uma província eclesiástica da Igreja Ortodoxa Russa, formada no oblast de Novogárdia. Une as eparquias de Borovichi e Novogádia.
O chefe da metrópole de Novogárdia tem o título de Metropolita de Novgorod e Staraya Rus'. Desde a criação da metrópole, o bispo governante é o metropolita Lev Tserpitsky.

## História
Em 1589, em conexão com o estabelecimento do Patriarcado de Moscou, a arquidiocese de Novogárdia recebeu o status de metrópole e, portanto, ficou conhecida como Metrópole de Novogárdia. Com o tempo, os bispos de Korela, expulsos pelos suecos de sua cidade titular, ficaram sob a subordinação do metropolita de Novogárdia Com o tempo, tornaram-se vigários ordinários da eparquia de Novogárdia. Durante o período sinodal (1700-1917), a eparquia de Novogárdia realmente se fundiu com a eparquia de São Petersburgo, uma vez que ambas eram governadas pelo mesmo metropolita.
Em 28 de dezembro de 2011, por resolução do Santo Sínodo, a eparquia de Borovichi foi separada da eparquia de Novogárdia. Ambas as eparquias foram incluídas na metrópole de de Novogárdia formada ao mesmo tempo.

## Estrutura
- Eparquia de Novogárdia - Raions de Novogárdia, Starorusski, Batetski, Valdai, Volotovski, Demianski, Krestetski, Malovisherski, Marevski, Parfinski, Poddorski, Soletski, Kholmski, Chudovski e Shimski do oblast de Novogárdia.
- Eparquia de Borovichi - Raions de Borovichski, Moshenski, Okulovski, Khvoininski, Pestovski e Liubitinski do oblast de Novogárdia.